# John Ljunggren
Pour les articles homonymes, voir Ljunggren.
John Ljunggren, né le 9 septembre 1919 et décédé le 13 janvier 2000, était un athlète suédois, spécialiste de la marche sur 50 km, champion olympique en 1948 à Londres et champion d'Europe en 1946 à Oslo.
John Ljunggren est l'un des meilleurs marcheurs de l'histoire du sport. Entre 1946 et 1964, il prit part à tous les Jeux olympiques d'été et Championnats d'Europe. Il remporta au total cinq médailles sur 50 km : 3 aux Jeux Olympiques (1 en or en 1948, 1 en argent en 1960 et 1 en bronze en 1956) et 2 aux Championnats d'Europe (1 en or en 1946 et 1 en argent en 1950). Il a également établi cinq records du monde.

## Palmarès

### Jeux olympiques d'été
- Jeux olympiques d'été de 1948 à Londres ( Royaume-Uni)
  -  Médaille d'or sur 50 km marche
- Jeux olympiques d'été de 1952 à Helsinki ( Finlande)
  - 9e sur 50 km marche
- Jeux olympiques d'été de 1956 à Melbourne ( Italie)
  - 4e sur 20 km marche
  -  Médaille de bronze sur 50 km marche
- Jeux olympiques d'été de 1960 à Rome ( Italie)
  - 7e sur 20 km marche
  -  Médaille d'argent sur 50 km marche
- Jeux olympiques d'été de 1964 à Tokyo ( Japon)
  - 19e sur 20 km marche
  - 16e sur 50 km marche

### Championnats d'Europe d'athlétisme
- Championnats d'Europe d'athlétisme de 1946 à Oslo ( Norvège)
  -  Médaille d'or sur 50 km marche
- Championnats d'Europe d'athlétisme de 1950 à Bruxelles ( Belgique)
  -  Médaille d'argent sur 50 km marche
- Championnats d'Europe d'athlétisme de 1954 à Berne ( Suisse)
  - 4e sur 50 km marche
- Championnats d'Europe d'athlétisme de 1958 à Stockholm ( Suède)
  - 9e sur 50 km marche
- Championnats d'Europe d'athlétisme de 1962 à Belgrade ( Yougoslavie)
  - 5e sur 50 km marche